# Martin Reinert
Martin Reinert, né le 25 février 1992, est un coureur cycliste allemand.

## Palmarès
- 2008
  -  Championnat d'Allemagne de la course à l'américaine cadets (avec Arne Dreßler)
  -  Championnat d'Allemagne de poursuite par équipes cadets (avec Christopher Muche, Arne Dreßler et Fabio Nappa)
  - 3e du championnat d'Allemagne sur route cadets
- 2009
  - 3e du championnat d'Allemagne de poursuite par équipes juniors
- 2015
  - 2e du Madeira Criterium nul